# Spoorlijn Lannemezan - Arreau-Cadéac
De spoorlijn Lannemezan - Arreau-Cadéac is een Franse spoorlijn van Lannemezan naar Arreau. De lijn is 25,7 km lang en heeft als lijnnummer 667 000.

## Geschiedenis
De lijn werd geopend door de Compagnie des Chemins de fer du Midi op 1 augustus 1897. Personenvervoer was er tot 2 maart 1969, goederenvervoer tussen Sarrancolin en Arreau-Cadéac was er tot 1 februari 1971 en tussen La Barthe en Sarrancolin tot 12 december 2004.

## Aansluitingen
In de volgende plaats is of was er een aansluiting op de volgende spoorlijn:
Lannemezan
RFN 650 000, spoorlijn tussen Toulouse en Bayonne

## Elektrische tractie
In 1917 werd de lijn geëlektrificeerd met een wisselspanning van 12.000 volt 16⅔ hertz. Vanaf 1923 werd een gelijkspanning van 1500 volt toegepast. Tussen Sarrancolin en Arreau-Cadéac werd de elektrificatie in 1971 afgebroken en tussen La Barthe en Sarrancolin in 2011.

## Galerij

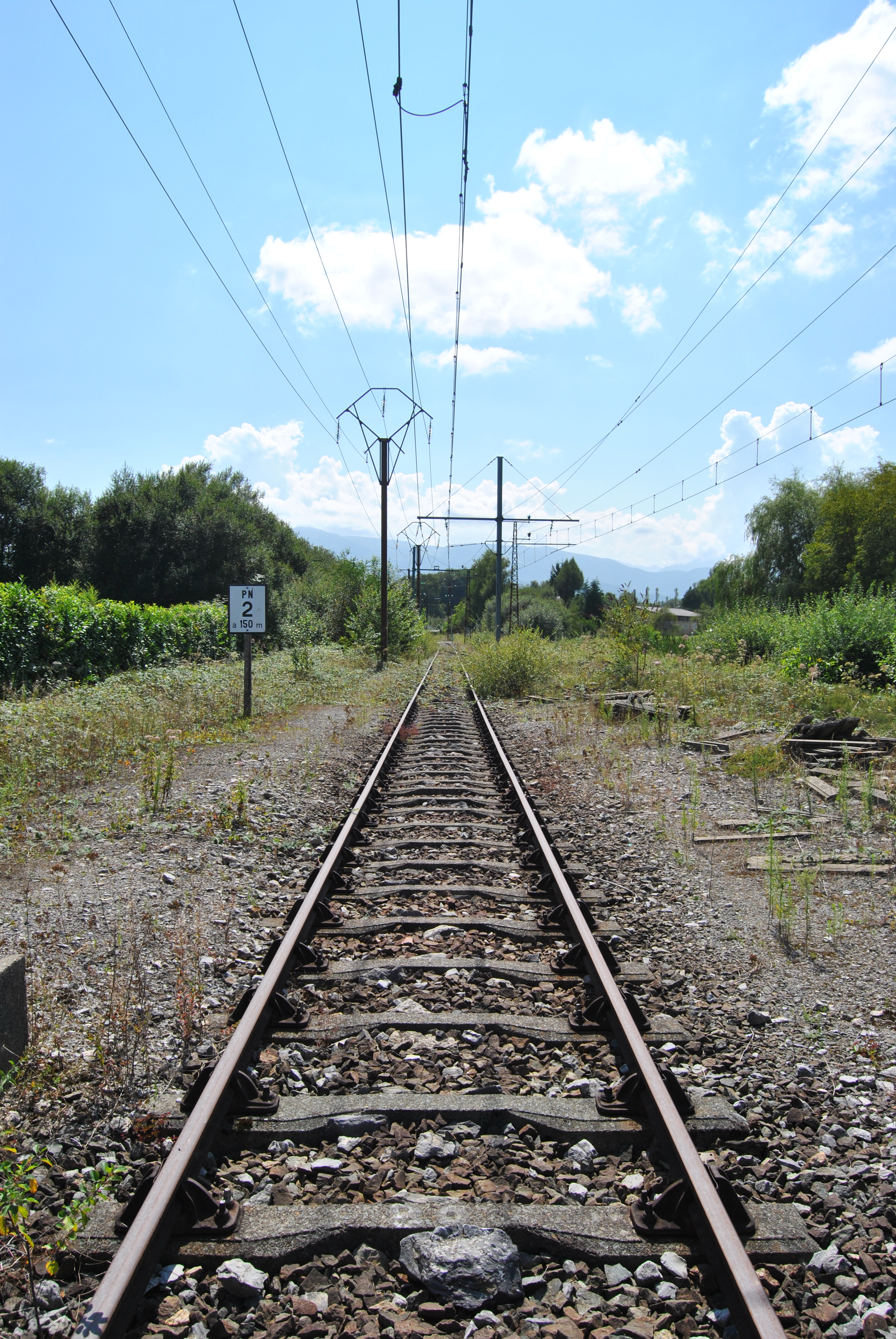
De lijn vlak voor station La Barthe.
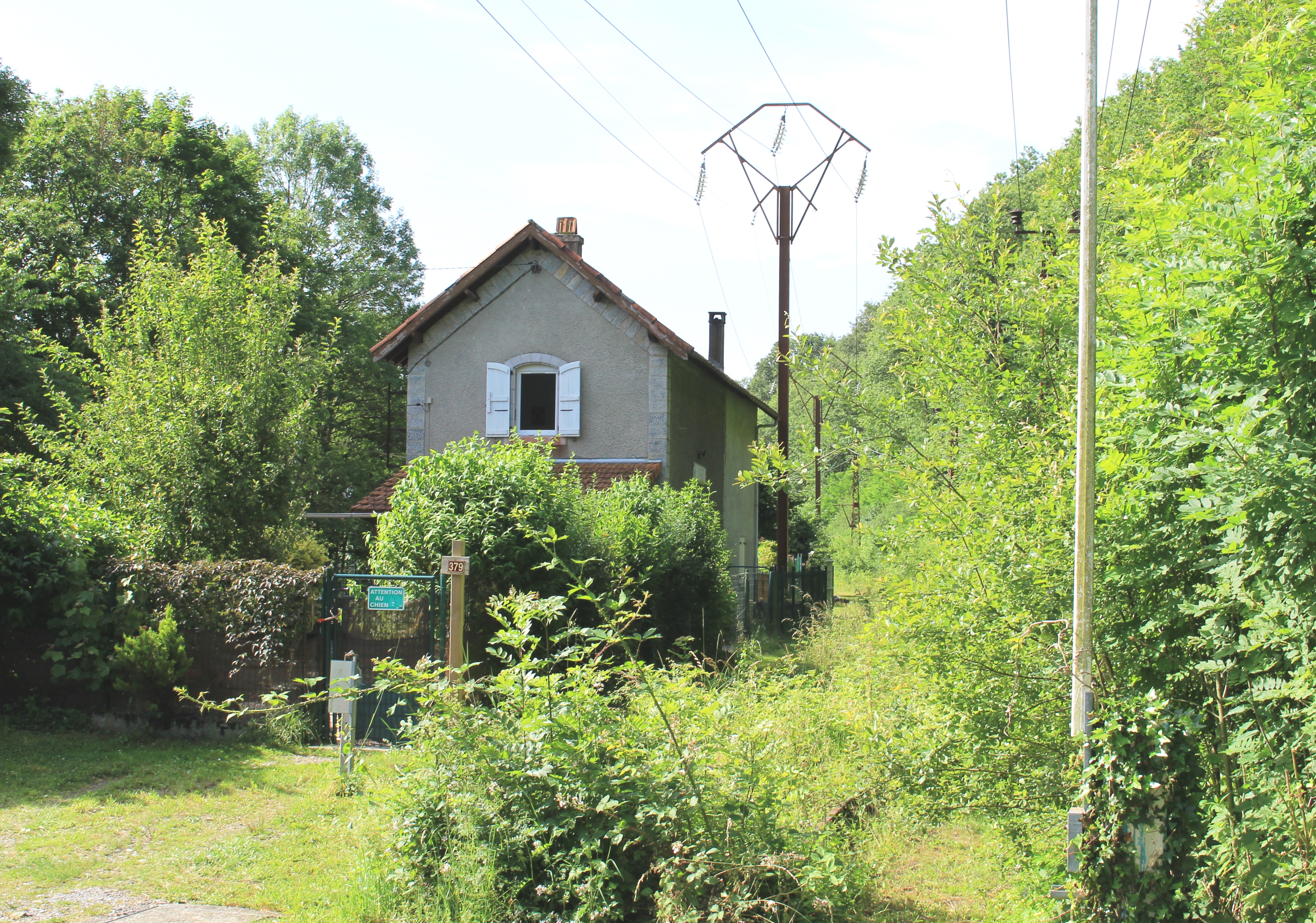
Overweg 4 bij Lortet.
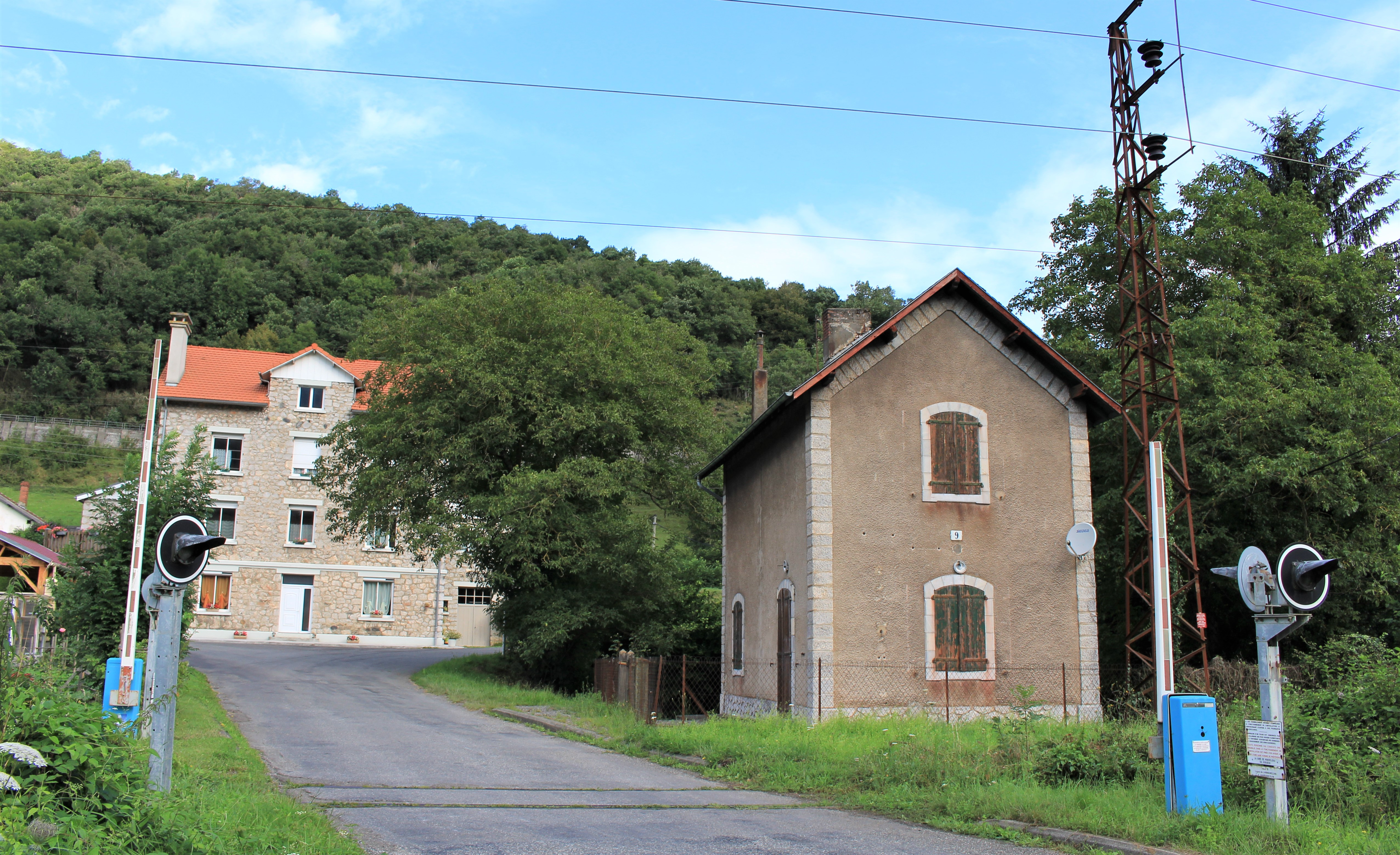
Overweg 9 bij Hèches.
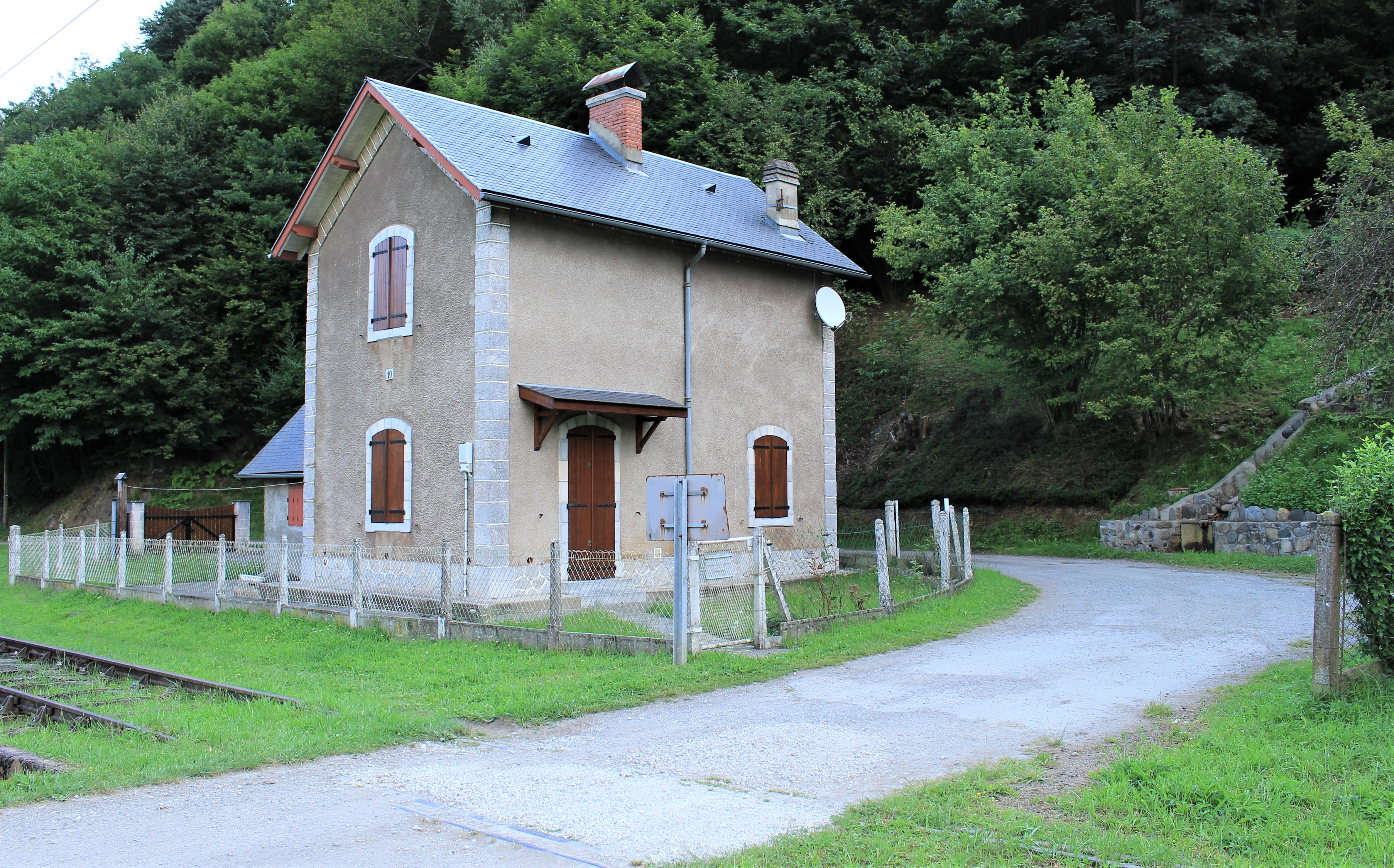
Overweg 10 bij Hèches.
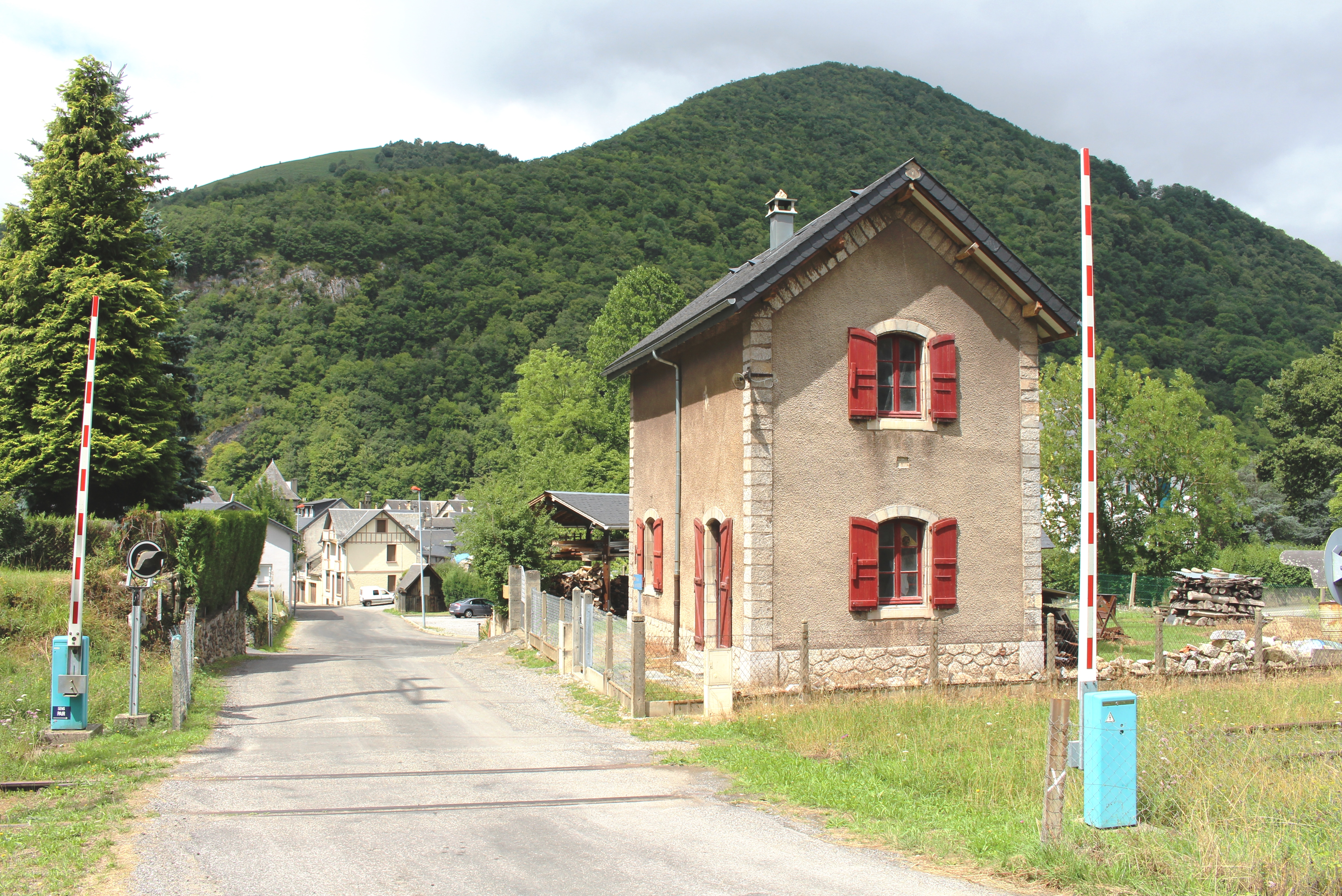
Overweg 11 bij Hèches.